# Língua tsakhur
A língua tsakhur (também escrito Tsaxur ou Caxur; azerbaijano: Saxur dili; russo: Цахурский, Tsakhurskiy) é uma língua falada pelo povo tsakhur por cerca de 13.000 pessoas no norte do Azerbaijão e por 9.770 pessoas no sudoeste do Daguestão (Rússia). A palavra tsakhur deriva do nome de uma vila do Daguestão, onde os falantes dessa língua constituem a maioria.
Embora o tsakhur esteja ameaçado em comunidades em contato mais próximo com o Azerbaijão, ele é vigoroso em outras comunidades, ganhando destaque na região, visto no crescimento do interesse em aprender tsakhur na escola e em um crescente corpo de materiais de aprendizagem em tsakhur. O tsakhur é classificado como "definitivamente em perigo" pelo Atlas das Línguas do Mundo em Perigo da UNESCO.

## Classificação
O tsakhur pertence ao grupo Lezgic da família linguística nordeste-caucasiana. Os tsakhurs chamam sua língua de C'a'χna miz.

## História
A primeira documentação escrita na língua tsakhur foi feita, em 1895, pelo Roderich von Erckert. A primeira descrição da gramática tsakhur foi publicada por Adolf Dirr em 1913.
Na década de 1930, uma forma literária de tsakhur foi desenvolvido. A partir de 1934, a língua era ensinada nas escolas primárias, no Azerbaijão e no Daguestão. Em 1938, o uso literário de tsakhur no Azerbaijão, foi interrompido, mas recuperou o seu estatuto, em 1989.
O sistema de escrita de tsakhur no Azerbaijão é baseado em alfabeto latino, enquanto no Daguestão a linguagem usa alfabeto cirílico. No passado século (como no século XI) houve tentativas de escrever em tsakhur usando alfabeto árabe.
Em 2008, Arif Rustamov dirigiu o primeiro e até agora único filme longa-metragem em tsakhur chamado "Facing Back to the Qibla" .

## Distribuição geográfica
O tsakhur é falado principalmente nas zonas rurais dos raions Zaqatala e Qakh, em Azerbaijão, bem como partes montanhosas da região Rutuls em Daguestão. Há 15.900 tsakhurs no Azerbaijão (censo 1999) e 10.400 na Rússia (Censo 2002). Em 1989, 93% deles relataram tsakhur como sua primeira língua .

### Statusoficial
No Azerbaijão e na Rússia, o tsakhur é ensinado como uma disciplina no ensino primário (primeiros anos). No entanto, a língua não tem um status oficial.

## Escrita
A língua Tsakhur usa uma forma do alfabeto cirílico com 47 letras na Rússia e uma forma do latino com 45 letras no Azerbaijão.

## Fonologia
Semelhante a muitas línguas caucasianas, o tsakhur é conhecido por sua fonologia complexa e um grande número de fonemas vogais (incluindo 7 simples, 5 faringalizado e 3 vogais tremadas). Sua primeira descrição em profundidade fonológica foi fornecido por Nikolai Trubetzkoy em 1931. 
Consoantes:
|                  |                | Labial | Dental      | Dental | Dental | Alveolar | Alveolar | Alveolar | Palatal | Palatal | Velar | Velar | Velar | Uvular         | Uvular | Uvular | Laringeal | Laringeal | Laringeal |
| plain            | palatizada     | Labial | labializada | planan | pal.   | lab.     | plana    | lab.     | plana   | pal.    | lab.  | plana | lab.  | faringealizada | plana  | lab.   | phar.     |           |           |
| ---------------- | -------------- | ------ | ----------- | ------ | ------ | -------- | -------- | -------- | ------- | ------- | ----- | ----- | ----- | -------------- | ------ | ------ | --------- | --------- | --------- |
| Nasal oclusiva   | Nasal oclusiva |        | n           | [nʲ]   |        |          |          |          |         |         |       |       |       |                |        |        |           |           |           |
| Plosiva/Africada | Surda          | p      | t           | [tʲ]   | tʷ     | ts       | [tsʲ]    | [tsʷ]    | tʃ      | tʃʷ     | k     | kʲ    | [kʷ]  | q              | qʷ     | qˁ     |           |           |           |
| Plosiva/Africada | Ejetiva        | pʼ     | tʼ          | [tʲʼ]  | [tʷʼ]  | tsʼ      | [tsʲʼ]   | [tsʷʼ]   | tʃʼ     | tʃʼʷ    | kʼ    | [kʲʼ] | [kʷʼ] | qʼ             | qʷʼ    | qˁʼ    | ʔ         |           | ʕʼ        |
| Plosiva/Africada | geminada       | pː     | tː          |        |        | tsː      |          |          | [tʃːʼ]  | [tʃːʷ]  | kː    | [kːʲ] |       | qː             | [qːʷ]  | [qːˁ]  |           |           |           |
| Plosiva/Africada | Sonora         | b      | d           | dʲ     |        | dz       |          |          | dʒ      | [dʒʷ]   | g     | gʲ    | gʷ    | ɢ              | [ɢʷ]   | ɢˁ     |           |           |           |
| Fricativa        | Surda          | f      |             |        |        | s        | [sʲ]     |          | ʃ       | [ʃʷ]    | x     | xʲ    | xʷ    | χ              | χʷ     | χˁ     | h         | [hʷ]      | hˁ        |
| Fricativa        | Geminada       |        |             |        |        | sː       | [sːʲ]    |          | ʃː      | [ʃːʷ]   | xː    | [xːʲ] | [xːʷ] | χː             | [χːʷ]  | [χːˁ]  |           |           |           |
| Fricativa        | Surda          | w      |             |        |        | z        | [zʲ]     | [zʷ]     |         |         | ɣ     |       |       | ʁ              | [ʁʷ]   | ʁˁ     |           |           |           |
| Aproximante      | Aproximante    |        | l           | lʲ     |        | r        |          |          | j       |         |       |       |       |                |        |        |           |           |           |

## Gramática
O tsakhur tem 18 casos gramaticais. Verbos podem ter formas singular e plural, e 7 modos gramaticais. O sistema de tempos é complexo. Em contraste com as línguas aparentadas, frases Tsakhur pode apresentar construções afetivas.

### Casos gramaticais
O tsakhur tem um bom número de casos para substantivos incluindo casos gramaticais e também locais. Os casos ergativo e genitivo apresentam concordância com classes do substantivo principal da frase, conforme se vê abaixo:
| Caso       | Marcador                 |
| ---------- | ------------------------ |
| Absolutivo | -∅                       |
| Ergativo   | -e(ː)1 / -(V)n2          |
| Genitivo   | -(V)na3, -(V)n4, -(V)ni5 |
| Dativo     | -(V)s                    |

Os substantivos podem ser:
1. Substantivos humanos
2. Substantivos mão humanos
3. Substantivo principal ABS, classes I-III
4. Substantivo principal ABS, classes IV
5. Substantivo principal OBL

| Caso       | Sing.     | Plu.         | Sing.  | Plu.    |
| ---------- | --------- | ------------ | ------ | ------- |
| Absolutivo | balkan    | balkanar     | zer    | zerbə   |
| Ergativo   | balkanan  | balkanāšše   | zeran  | zerbən  |
| Genitivo   | balkanana | balkanāššina | zerana | zerbəna |
| Dativo     | balkanus  | balkanāššis  | zerus  | zerbəs  |
|            | cavalo    | cavalo       | vaca   | vaca    |

## Dialetos
Os dois principais dialetos da língua Tsakhur são Tsakh e Gelmets .